# Aksjomat ekstensjonalności
Aksjomat ekstensjonalności, aksjomat jednoznaczności, aksjomat równości – jeden z aksjomatów Zermela-Fraenkla w aksjomatycznej teorii mnogości, sformułowany przez Ernsta Zermela w 1908 roku. Aksjomat ten postuluje, że dwa zbiory złożone z tych samych elementów są identyczne.
Formalnie aksjomat ten to następujące zdanie języka pierwszego rzędu {\displaystyle {\mathcal {L}}(\{\in \})} (gdzie {\displaystyle \in } jest binarnym symbolem relacyjnym):
{\displaystyle {\Big (}\forall x{\Big )}{\Big (}\forall y{\Big )}{\Big (}(\forall z)(z\in x\Leftrightarrow z\in y)\Rightarrow (x=y){\Big )}.}

## Interpretacja
Aksjomat ekstensjonalności postuluje, że jeśli dwa zbiory mają te same elementy, to są równe. Ponieważ dwa równe zbiory mają te same elementy, to możemy sformułować ten aksjomat tak:
dwa zbiory są równe wtedy i tylko wtedy, gdy mają te same elementy.
Zatem każdy zbiór jest wyznaczony jednoznacznie przez swoje elementy. W szczególności jeśli {\displaystyle \varphi (x)} jest formułą języka teorii mnogości {\displaystyle {\mathcal {L}}(\{\in \})} i wiemy, że istnieje zbiór złożony ze wszystkich obiektów {\displaystyle a,} dla których jest spełnione {\displaystyle \varphi (a),} to zbiór ten jest wyznaczony jednoznacznie. Pisząc „{\displaystyle \{x:\varphi (x)\}}” na oznaczenie tego zbioru, odwołujemy się także do aksjomatu ekstensjonalności.
Czasami aksjomat ekstensjonalności podaje się jako stwierdzenie, że relacja należenia jest ekstensjonalna. Przypomnijmy, że relacja dwuczłonowa {\displaystyle R} na zbiorze X jest ekstensjonalna, gdy następujący warunek jest spełniony:
dla wszystkich {\displaystyle x,y\in X,} jeśli {\displaystyle (\forall z\in X)(z\;R\;x\Leftrightarrow z\;R\;y)} to {\displaystyle x=y.}
(Warto wspomnieć, że twierdzenie Mostowskiego o kolapsie stwierdza, że każda relacja dobrze ufundowana i ekstensjonalna jest izomorficzna z relacją należenia ograniczoną do pewnego zbioru przechodniego.)

## Inne sformułowania aksjomatu
- Logikę pierwszego rzędu można rozwijać bez użycia symbolu równości jako jednego z symboli logicznych. Przy tym podejściu nie możemy w sformułowaniu aksjomatu napisać {\displaystyle x=y} i wtedy aksjomat ekstensjonalności formułuje się w następujący, bardziej skomplikowany sposób:

{\displaystyle {\Big (}\forall x{\Big )}{\Big (}\forall y{\Big )}{\Big (}(\forall z)(z\in x\Leftrightarrow z\in y)\Rightarrow (\forall w)(x\in w\Leftrightarrow y\in w){\Big )}.}
- W teorii mnogości z urelementami aksjomat ekstensjonalności formułuje się tylko w odniesieniu do zbiorów.
- W teorii klas (zarówno Kelleya-Morse’a, jak i NBG) również formułuje się odpowiedni aksjomat extensjonalności. John L. Kelley[4] podaje ten aksjomat jako pierwszy na jego liście. Postulat ten może być wyrażony za pomocą tej samej fomuły co podana przez nas wcześniej, ale znaczenie teraz jest, że klasy o tych samych elementach są równe. W systemie von Neumanna-Bernaysa-Gödla formułuje się dwa postulaty: ekstensjonalność dla klas i ekstensjonalność dla zbiorów.